# Matthew Anderson (Volleyballspieler)
Matthew Anderson (* 18. April 1987 in Buffalo) ist ein US-amerikanischer Volleyballspieler.

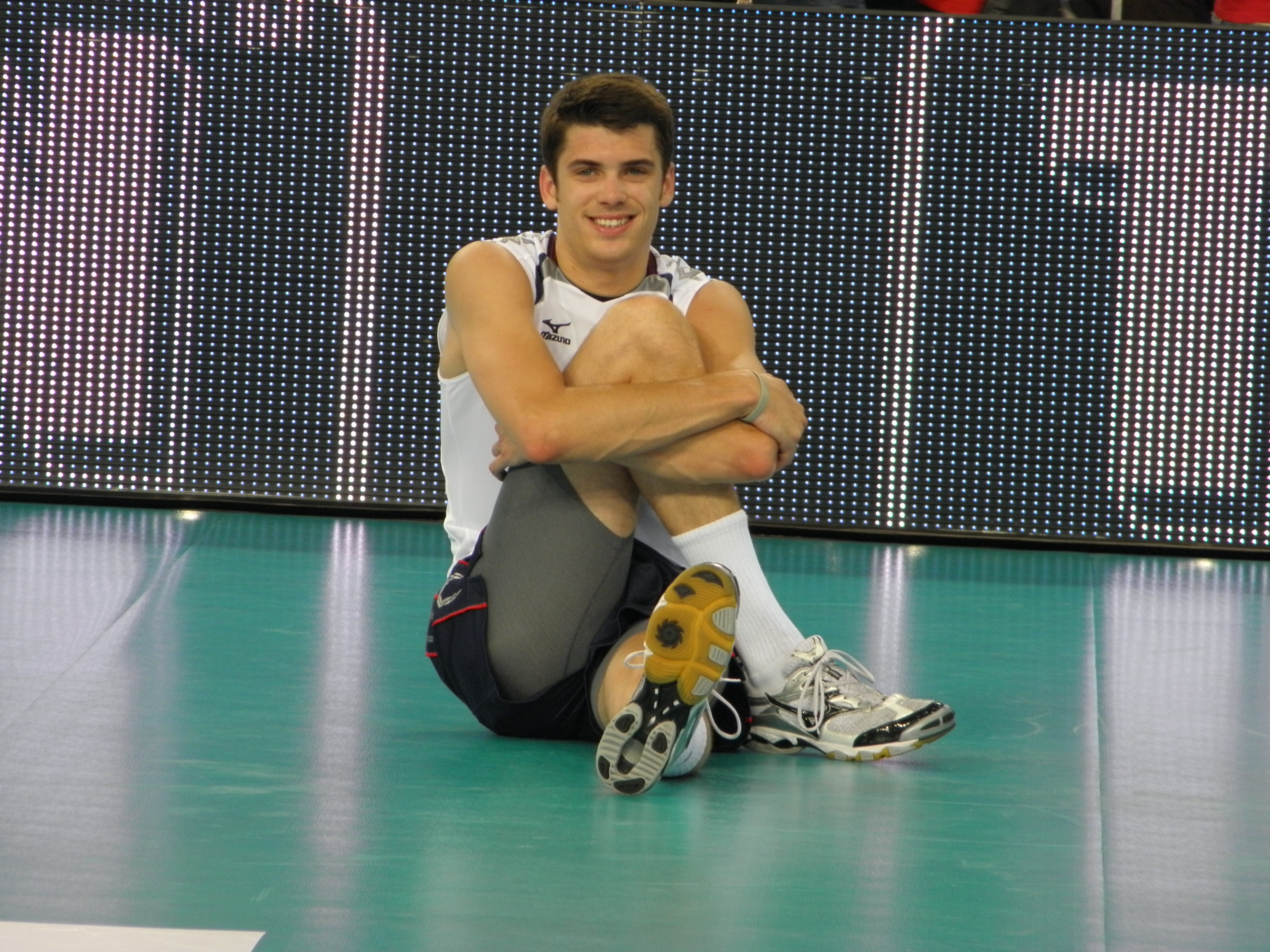
Bei der Weltliga 2011 in Łódź

## Karriere
Anderson kam an der West Seneca West High School zum Volleyball. Von 2006 bis 2008 spielte er im Team der Pennsylvania State University, das 2008 die NCAA-Meisterschaft gewann. Im gleichen Jahr gab der Außenangreifer sein Debüt in der US-amerikanischen Nationalmannschaft. Er wechselte nach Südkorea zu den Hyundai Skywalkers. 2010 kam er in die italienische Liga zu Tonno Callipo Vibo Valentia. 2011 wurde er mit den USA Zweiter bei der NORCECA-Meisterschaft. Anschließend wurde er von Pallavolo Modena verpflichtet. 2012 stand er im Kader für die Olympischen Spiele in London. Danach wechselte er zum russischen Meister VK Zenit-Kasan. 2019 kehrte er zu Pallavolo Modena zurück.
2015 wurde er zum wertvollsten Spieler des World Cup und 2019 zum wertvollsten Spieler der Nations League gewählt.